# Ridgeside
Ridgeside est une municipalité américaine située dans le comté de Hamilton au Tennessee. Selon le recensement de 2010, sa population est de 390 habitants.
Ridgeside est une enclave au sein de la ville de Chattanooga. Elle s'étend sur 0,17 milles carrés (0,44 km2), ce qui en fait la plus petite municipalité du comté.
La localité doit son nom à sa situation sur le côté (side) d'une crête (ridge), la Missionary Ridge (en).